# 忠臣ヨハネス
忠臣ヨハネス（ちゅうしんヨハネス、Der treue Johannes、KHM6）はグリム童話のひとつ。忠義者のヨハネスなどとも訳される。

## あらすじ
ある王の下に、ヨハネスという男が仕えていた。忠実なヨハネスは王からの信頼も厚く、「自分が死んだら、息子にこの城のすべてを見せてやって欲しい。ただし、一番奥の部屋だけは見せてはいけない。あの部屋には金のお城の王女の肖像画が飾ってあり、一目で恋に落ちてしまう。そのために災難に遭うだろう」と遺言をされていた。
王が亡くなると、ヨハネスは遺言の通りにするが、新しい王は好奇心に負け、奥の部屋を開けてしまう。
金のお城の王女を愛してしまった王は、ヨハネスとともにあらゆる金細工品を船に載せて王女に会いに行く。商人のふりをして王女を船へ誘い寄せると、そのまま出航して王女を連れ去る。王女は、誘拐された事に衝撃を受けるが、自分を拉致した相手が商人ではなく王であると知ると、結婚を承諾する。
しかし、その帰途で、ヨハネスは舳先で3羽のカラスが歌っているのを聞く。それは、これから王を待ち受ける三つの困難の話で、誰かが身代わりになれば王は助かるが、このことを告げようものなら、その者は石になってしまうということだった。ヨハネスは、主人の幸せのために自分の命を投げ出すことを決意する。
陸に上がってから、ヨハネスが何度も王を遮っては不可解な行動を取るので、周囲はヨハネスを不審に思う。最初のうちは王が“何か事情があるのだろう、捨ておけ”と庇っていたが、その王も3度目には堪忍袋の緒が切れ、ヨハネスは逮捕されて絞首刑を言い渡される。刑の執行直前に一度だけの弁明を慣例によって許されたヨハネスは、これまでの奇行はすべて王を守るためだったと告白。王は直ちに赦免を決めるが、一瞬遅く、報復の呪いを受けたヨハネスは石にされてしまう。王と王妃は嘆き悲しみ、ヨハネスの像を寝室に置いて悼むことにする。
ある日、王が王妃の外出中、寝室で遊ぶ双子の王子を眺めながら「ヨハネスが生き返ってくれたら」とため息をつく。すると、ヨハネスの像が「2人の王子の首をはね、その血を私に塗ってくだされば、生き返ることが出来ます」としゃべる。王は驚き、悩み苦しむが、ヨハネスの忠義を思い起こし、子供の首を刎ねて石像に血を塗る。蘇ったヨハネスは「あなた様の真心が報われないことなどありません」と言うと、子供の首を胴にのせ、傷口に血を塗りつける。子供も生き返り、喜んだ王は王妃が帰ってきたのを見て3人を隠し、子供を犠牲にすればヨハネスは生き返ると伝えた。王妃が自分と同じ考えなのを知ると王は3人を王妃に見せ、皆で幸せに暮らす。